# KK Zagorje
 Ovo je glavno značenje pojma KK Zagorje. Za druga značenja pogledajte KK Zagorje (razdvojba).
KK Zagorje je slovenski košarkaški klub iz Zagorja. Član je 1. A SKL lige. Pod istim imenom u Hrvatskoj djeluje košarkaški klub Zagorje Tehnobeton. 

## Vanjske poveznice
- Službena stranica  Arhivirana inačica izvorne stranice od 3. ožujka 2009. (Wayback Machine)